# Geórgios Lambroúlis
Geórgios Lambroúlis (en grec Γεώργιος Λαμπρούλης), né le 24 juin 1965 à Larissa en Grèce, est un homme politique grec.

## Biographie
Aux élections législatives grecques de janvier 2015, il est élu député au Parlement hellénique sur la liste du Parti communiste de Grèce dans la circonscription de Larissa. Il est élu septième vice-président du Parlement pour la XVIe législature le 6 février, avec 235 votes pour, 38 votes blancs et 1 vote nul.